# Clara Ewald
Clara Ewald (Düsseldorf, 22 de outubro de 1859 — Belfast, 15 de janeiro de 1948) foi uma artista alemã conhecida pelos seus retratos e pinturas de gênero.

## Biografia
Ewald, nascida Pilippson, nasceu a 22 de outubro de 1859 em Düsseldorf, Alemanha. Ela foi aluna de William-Adolphe Bouguereau, Otto Brausewetter e Karl Gussow . Após a morte do seu marido em 1909, Ewald estabeleceu-se numa colónia de artistas no Lago Ammer, perto de Munique. Em 1938, Ewald e o seu filho, Peter, mudaram-se para Cambridge, Inglaterra. Eles mudaram-se novamente para Belfast, na Irlanda, quando Peter conseguiu um emprego na Queen's University . Ewald faleceu no dia 15 de janeiro de 1948 em Belfast.
Ewald tem retratos na National Portrait Gallery, em Londres, especificamente um retrato de 1911 de Rupert Brooke e um retrato de Albert Schweitzer da década de 1930. Ela tem outras obras em colecções britânicas, incluindo um retrato de Paul Dirac na Royal Society .

## Galeria

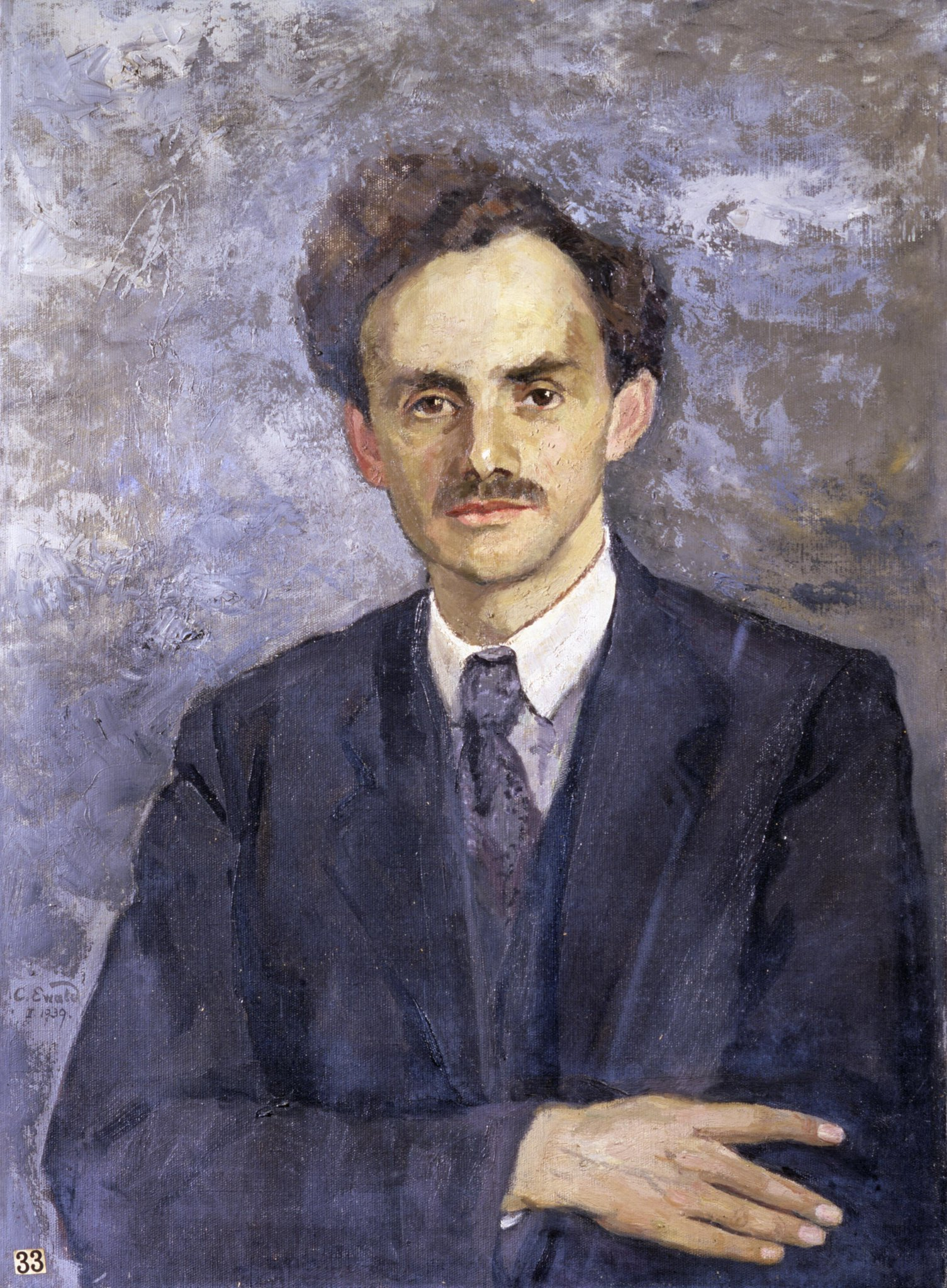
Paul Dirac
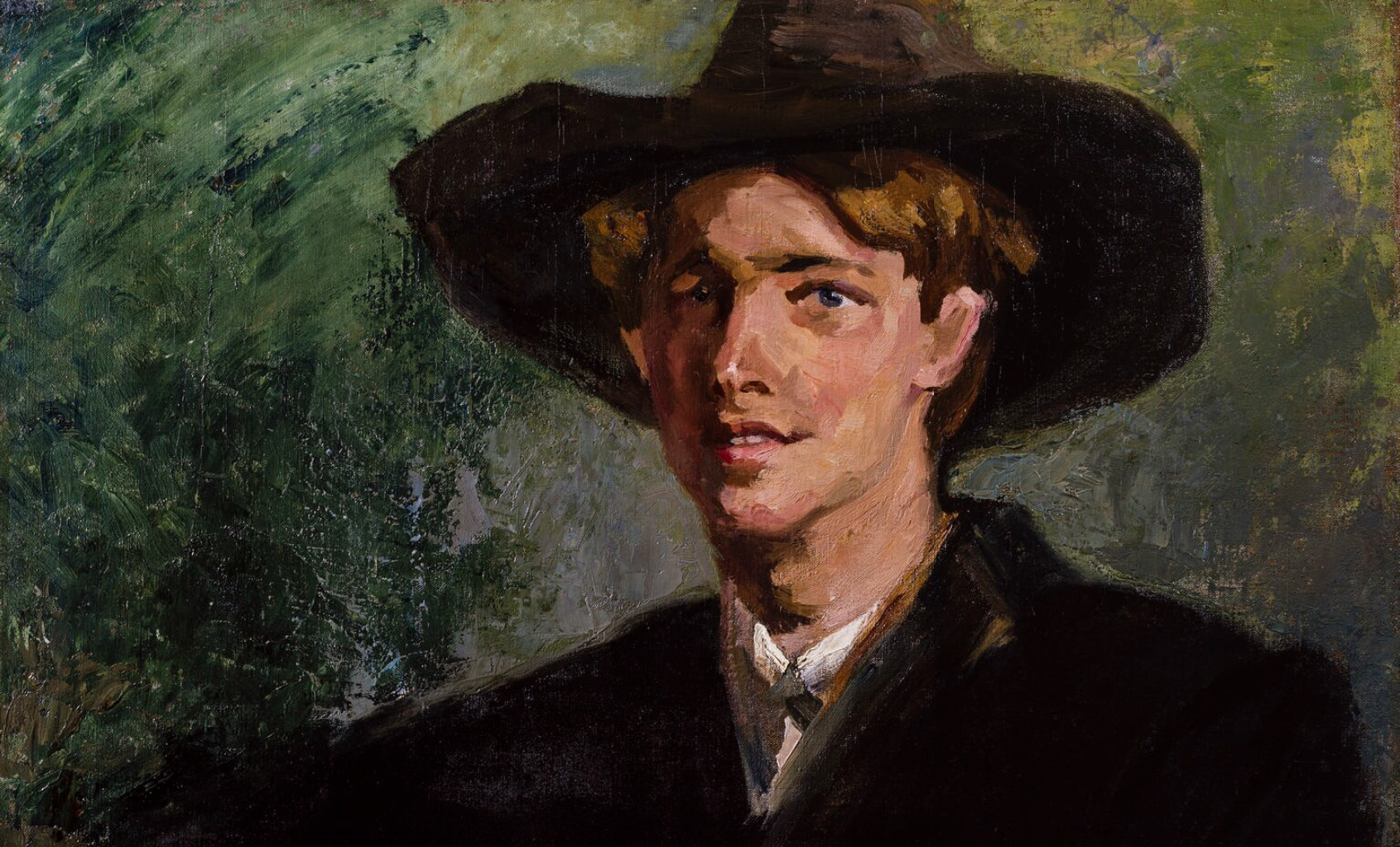
Rupert Brooke
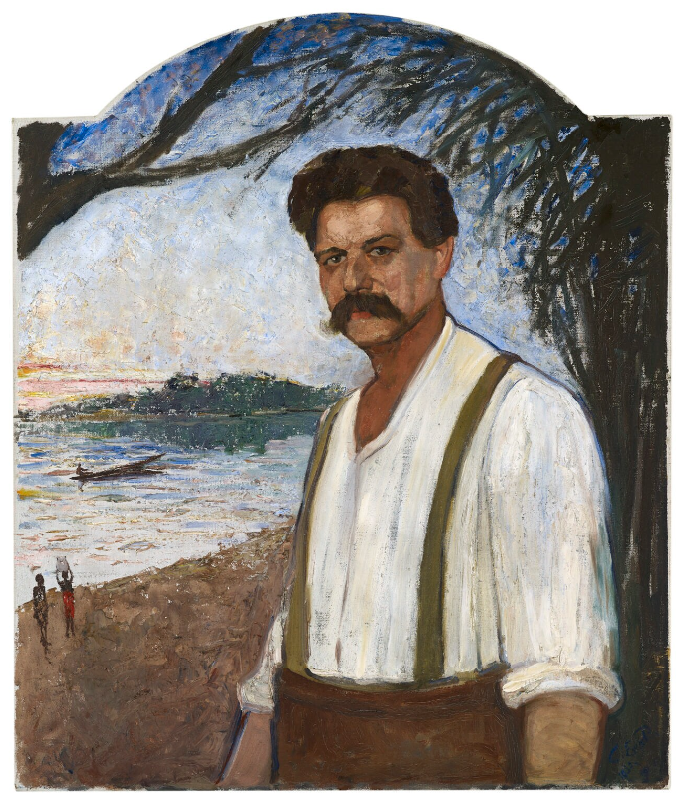
Albert Schweitzer